# Samir Azar
Pour les articles homonymes, voir Azar.
Samir Azar, né le 10 octobre 1939 à Saïda et mort le 8 juin 2017, est un homme politique libanais.

## Biographie
Samir Azar possède un diplôme en droit et exerce la profession de juriste. Vice-président du Conseil du Sud entre 1981 et 1992, il se rapproche de Nabih Berri, chef du Mouvement Amal. Celui-ci l’inclut en 1992 dans sa liste électorale et Samir Azar est élu député maronite de Jezzine.
Il est réélu en 1996 et en 1998. La liste qu’il parraine gagne les élections municipales à Jezzine, malgré ses positions loyalistes et prosyriennes, qui semblaient minoritaires dans cette ville. Après les élections de 2000, il devient président de la commission parlementaire des Finances et du Budget ; un poste qu’il conserve après les élections de 2005, qu’il a gagnées d’office, faute de concurrents dans sa circonscription.
Entre 2005 et 2009, il est vice-président du Bloc de la libération et du développement, dirigé par Nabih Berri.
Il perd les élections législatives de 2009 face aux candidats du Courant patriotique libre du général Michel Aoun. En 2010, la liste qu'il soutient perd également les élections municipales à Jezzine.